# Pawlusia
Pawlusia – polana na północnym, opadającym do Przełęczy Pawlusiej grzbiecie Rysianki w Beskidzie Żywiecko-Orawskim. Jest to dawna hala pasterska, jej nazwa pochodzi od nazwiska właściciela. Nie jest już wypasana, z powodu nieopłacalności ekonomicznej pasterstwo w Karpatach, szczególnie na wyżej położonych polanach i halach w latach 1980. załamało się. Pozostawiona swojemu losowi hala stopniowo zarasta lasem.
Hala Pawlusia graniczy z dwoma, również już niewypasanymi halami; po drugiej stronie przełęczy Pawlusia, na zboczach Martoszki znajduje się Hala Łyśniewska, a na zboczach Rysianki Hala Sopotniańska. Przez wszystkie te hale prowadzą znakowane szlaki turystyczne, przez halę Pawlusią aż trzy. Z uwagi na swoje ukształtowanie hala ta stanowi dobry punkt widokowy w kierunkach: wschodnim (Pilsko, Babia Góra) oraz zachodnim (Beskid Śląski – Barania Góra, Skrzyczne).
Pawlusia znajduje się w granicach miejscowości Żabnica w województwie śląskim, w powiecie żywieckim, w gminie Węgierska Górka.

## Szlaki turystyczne
Węgierska Górka – Abrahamów – Słowianka – Pawlusia – Rysianka (Główny Szlak Beskidzki)
 Romanka – Przełęcz Pawlusia – hala Rysianka
 – zielony: Żabnica Skałka – Szyndzielny Groń – hala Pawlusia – Rysianka

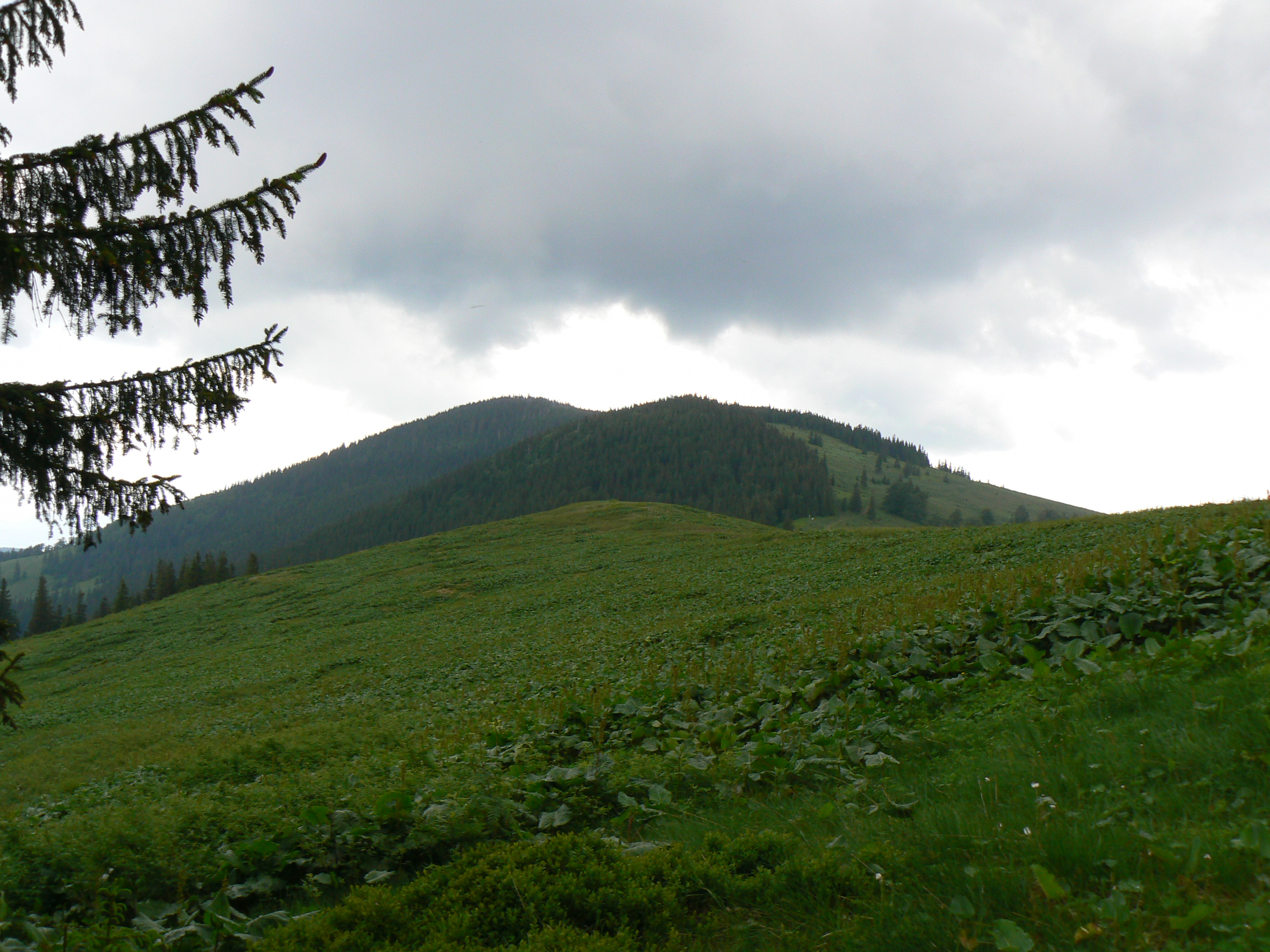
Hala Pawlusia